# Langues slaves méridionales

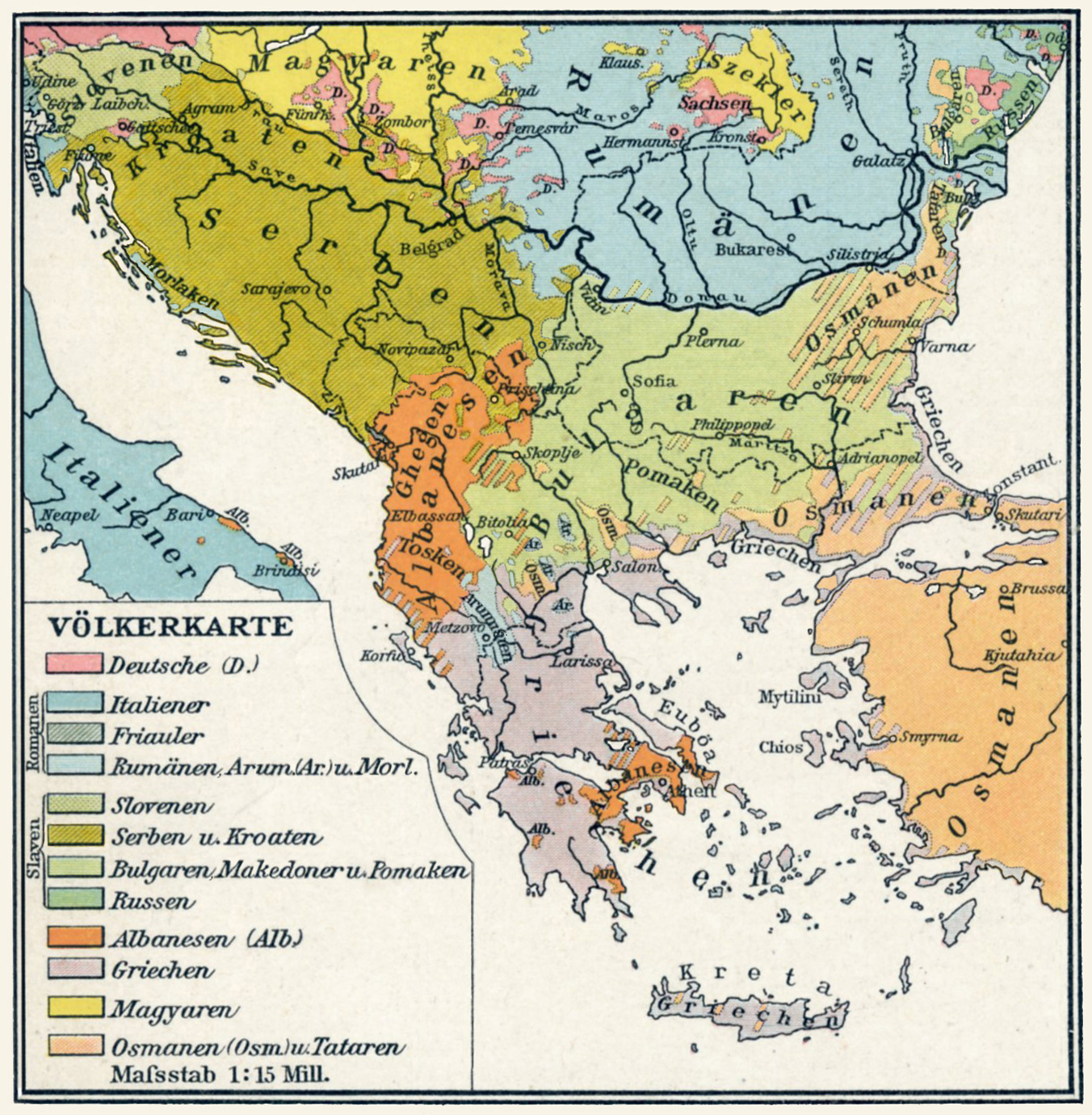
Carte linguistique allemande de 1908 montrant les trois ensembles linguistiques

Les langues slaves méridionales sont un groupe de langues formant une subdivision des langues slaves (avec les langues slaves occidentales et les langues slaves orientales). Ces langues sont parlées dans les Balkans par les Slaves du Sud. Les linguistes les divisent en trois grands ensembles, chacun subdivisé en variantes : depuis la fin du XXe siècle, il s'y superpose des dénominations politiques plus modernes.

## Langues

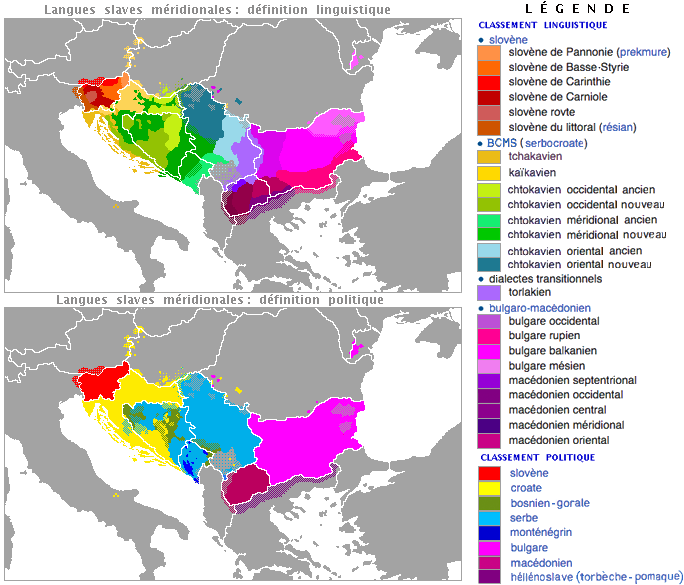
Les langues slaves méridionales, avec les deux définitions linguistique/politique, conformes à l'alternative « canard-lapin ».

Les linguistes décrivent ainsi les langues slaves méridionales :
- elles constituent un « continuum linguistique » : chacune est en grande partie compréhensible par les locuteurs immédiatement voisins ;
- elles présentent trois grands ensembles de locuteurs qui se comprennent entre eux sans apprentissage ni traduction : l'ensemble slovène, le diasystème slave du centre-sud et l'ensemble bulgaro-macédonien ;
- pour le diasystème slave du centre-sud, la dénomination « BCMS » n'est pas linguistique : ce sont les initiales de ses quatre dénominations politiques telles qu'elles apparaissent depuis 1996 dans les statistiques des États issus de la dislocation de la Yougoslavie : bosnien, croate, monténégrin et serbe.

Dans le détail :
- L'ensemble slovène compte six variantes dont :
  - prekmure,
  - résian.
- Depuis 1991 le serbo-croate, qui compte six variantes, est dénommé par les linguistes « diasystème slave du centre-sud » et par les statisticiens « BCMS » conformément aux noms politiques bosnien, croate, monténégrin et serbe qui correspondent aux États où il est officiel ; les six variantes linguistiques sont :
  - le tchakavien,
  - le kaïkavien (dont le croate du Burgenland),
  - le chtokavien (dont les parlers ékaviens, iékaviens et ikaviens et dans ce dernier, le parler bouniévtsien),
  - et le torlakien (transitionnel avec le bulgare sur sa marge orientale).
- L'ensemble du Sud-Est issu du vieux slave méridional †, compte neuf variantes :
  - quatre bulgares : occidentale, mésienne, balkanienne et rupienne ;
  - cinq macédoniennes : centrale, septentrionale, occidentale, orientale et méridionale.